# Gisement de Koudou
Le gisement de Koudou (ou Kudu sous la forme anglicisée, la plus couramment utilisée à l'international) est un champ de gaz offshore namibien, localisé à environ 150 km au nord-ouest de la ville d'Oranjemund. Le permis d'exploitation du gisement, découvert en 1974, a été détenu par Shell, Chevron puis Energy Africa. Depuis le rachat de cette dernière société en 2004, Tullow Oil est détenteur 90 % des droits, les 10 % restants étant détenus par la compagnie pétrolière nationale namibienne Namcor.
Une centrale électrique au gaz est actuellement en projet à Oranjemund, avec la participation du géant gazier russe Gazprom.